# Les 4 Temps
Pour les articles homonymes, voir Quatre Temps.
Les 4 Temps est le principal centre commercial du quartier d'affaires de la Défense, dans la banlieue ouest de Paris, sur le territoire de la commune de Puteaux dans les Hauts-de-Seine.
En 2019, Les Quatre Temps est le centre commercial le plus visité de France avec 42 millions de visiteurs.
Le 12 septembre 2019, Les 4 Temps deviennent « Westfield Les 4 Temps ».

## Historique
En 1970, un premier projet « Tête Défense » fut mis en œuvre, l'étude fut menée par l’architecte Ieoh Ming Pei. Il proposa de construire une tour dans l'axe de l'Arc de Triomphe, ainsi qu'un centre commercial de 200 000 m2. Le projet ne fut finalement pas réalisé en l'état, mais il fut toutefois décidé en 1972 de construire un centre commercial. 
Les architectes Lagneau et Dimitrijevic de l'ATEA furent chargés de la construction du centre commercial, qui fut terminé en 1981. Le centre dispose alors de 110 000 m2 de commerces. Au départ, il était prévu que le centre commercial abrite des boutiques de luxe et un magasin. Finalement, il n'y eut pas de boutiques de luxe mais des boutiques de grande consommation, et c’est un hypermarché qui sera implanté aux Quatre Temps, sur trois niveaux.
Le centre commercial a été complètement rénové entre 2006 et 2008. La rénovation, qui s'est déroulée en plusieurs phases, a concerné aussi bien les espaces intérieurs, les façades extérieures que les magasins. Dans un premier temps, le centre commercial a été étendu à l'ouest, en englobant l'ancienne colline de l'automobile. Cette extension, située au 3e étage du centre et dénommée « le dôme » comprend vingt-deux restaurants, ainsi qu'un nouveau cinéma multiplexe de 16 salles.

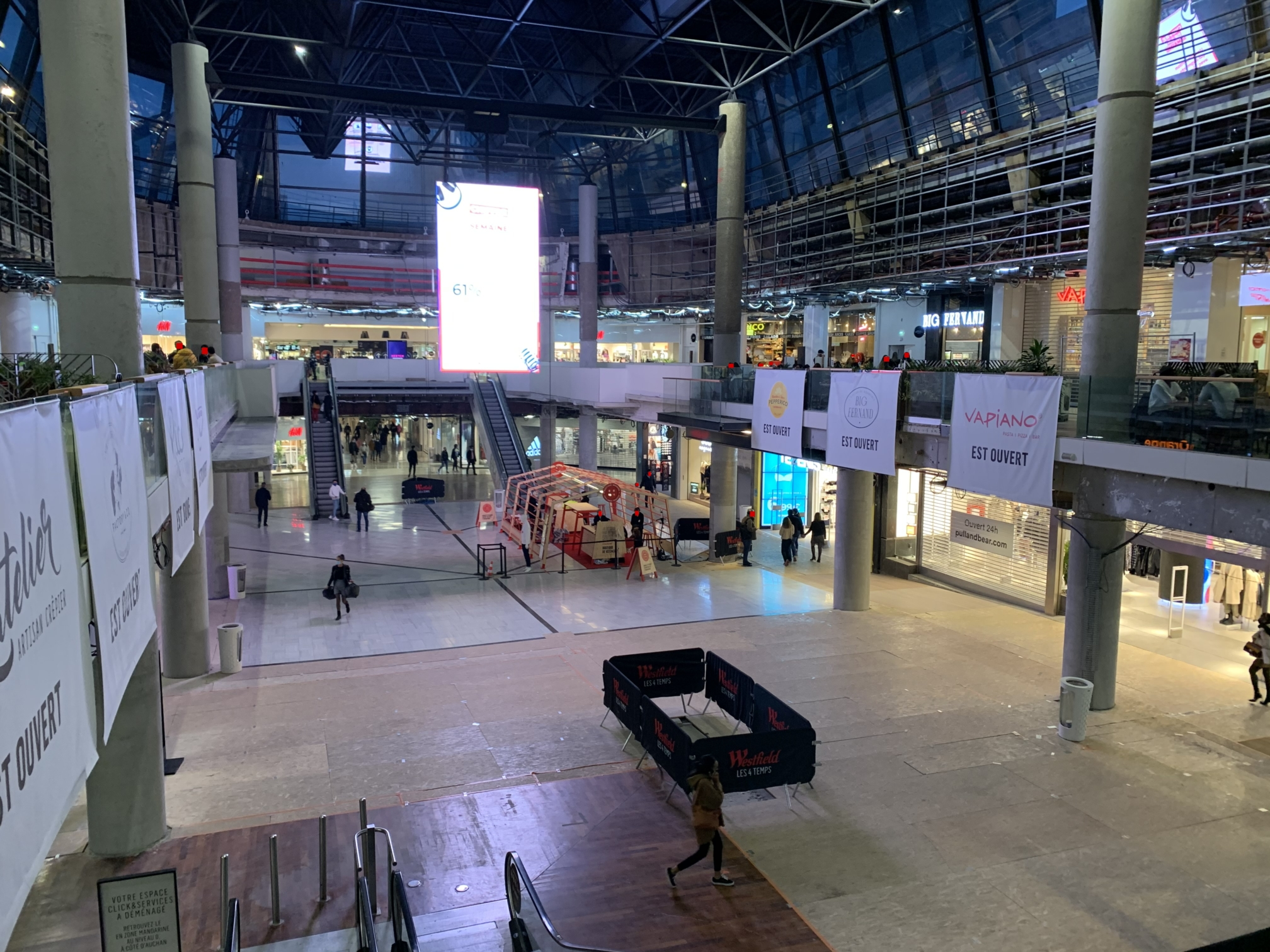
Les travaux de rénovation de la place principale en octobre 2020.

En 2020, le centre lance des travaux de rénovation de la place principale (nommée « La Clairière »), douze années après sa dernière réfection. Il est notamment prévu de changer le sol, en remplaçant le parquet par du carrelage ainsi que d'avancer les façades des enseignes et les terrasses des restaurants.

## Logo

Ancien logo du centre commercial Les 4 Temps.

Depuis sa rénovation, plusieurs petits détails ont été placés dans le centre, pour que le visiteur puisse s’y retrouver. Le centre a ainsi été découpé en quatre zones (framboise, cassis, mandarine, et kiwi). Les couleurs de ces nouvelles zones se retrouvent dans son logo actuel. Il signifie aujourd'hui « Matin, midi, soir et tard ». En 2011, le logo a de nouveau changé, il consiste en quatre cercles de couleur, le nom du centre commercial étant inscrit à l'intérieur de chacun des cercles. Le slogan des Quatre Temps est « Prenez de l'avance ». En 2012, le nom du centre commercial devient Les 4 Temps - Cnit, en raison de la restructuration par Unibail-Rodamco-Westfield (rachat de Westfield en 2018, qui fusionne avec UR et devient URW) de l'ancien Cnit en un espace de bureaux, de congrès et, pour partie, en centre commercial (40 boutiques et restaurants) considéré comme une annexe de celui des 4 Temps. Toujours à la suite de cette opération, le centre commercial est rebaptisé « Westfield Les 4 Temps » le 12 septembre 2019, d’autres centres commerciaux de la marque suivront ce changement de nom.

## Caractéristiques
- Quatre niveaux de commerces.

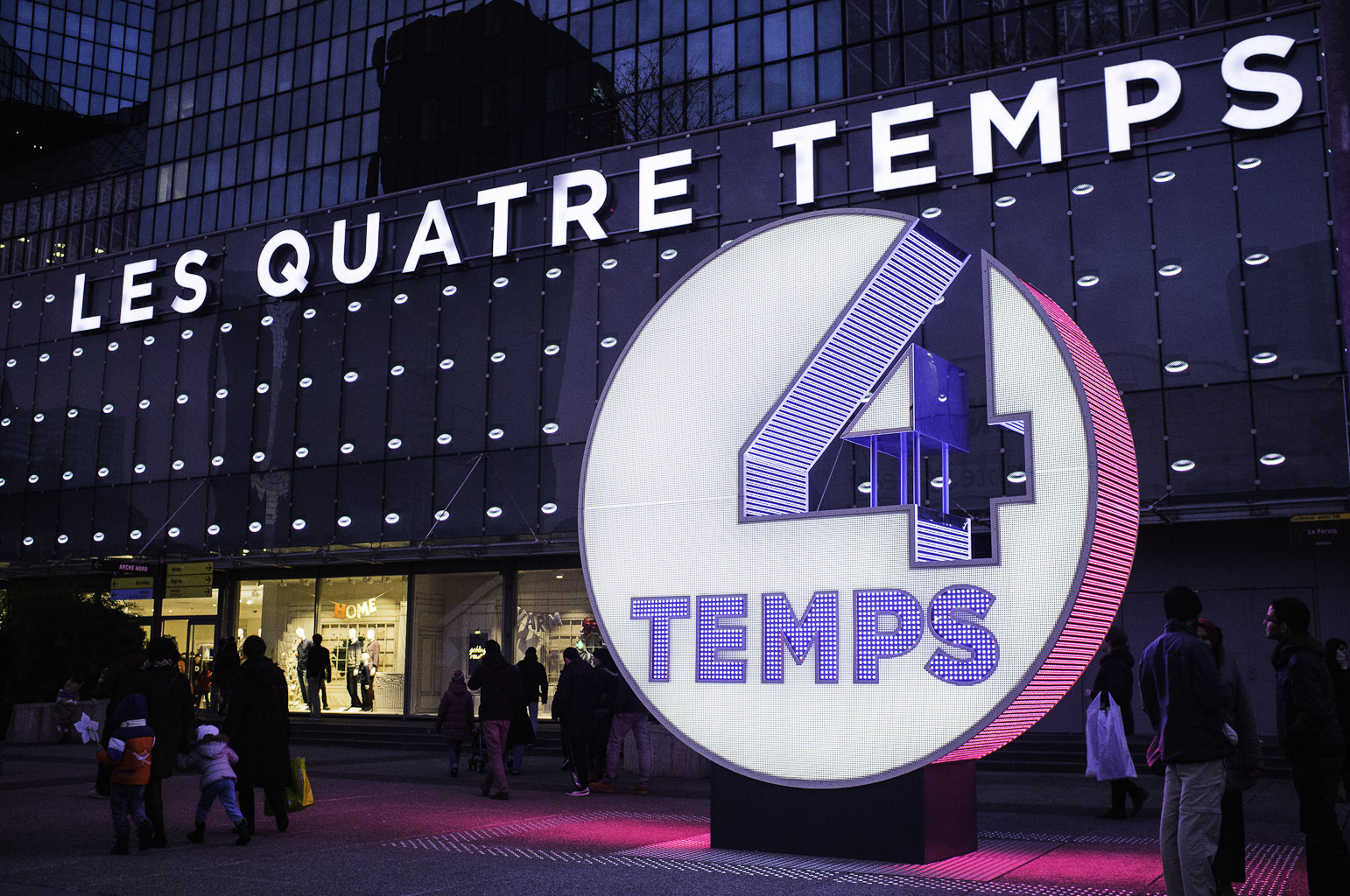
L'extérieur.

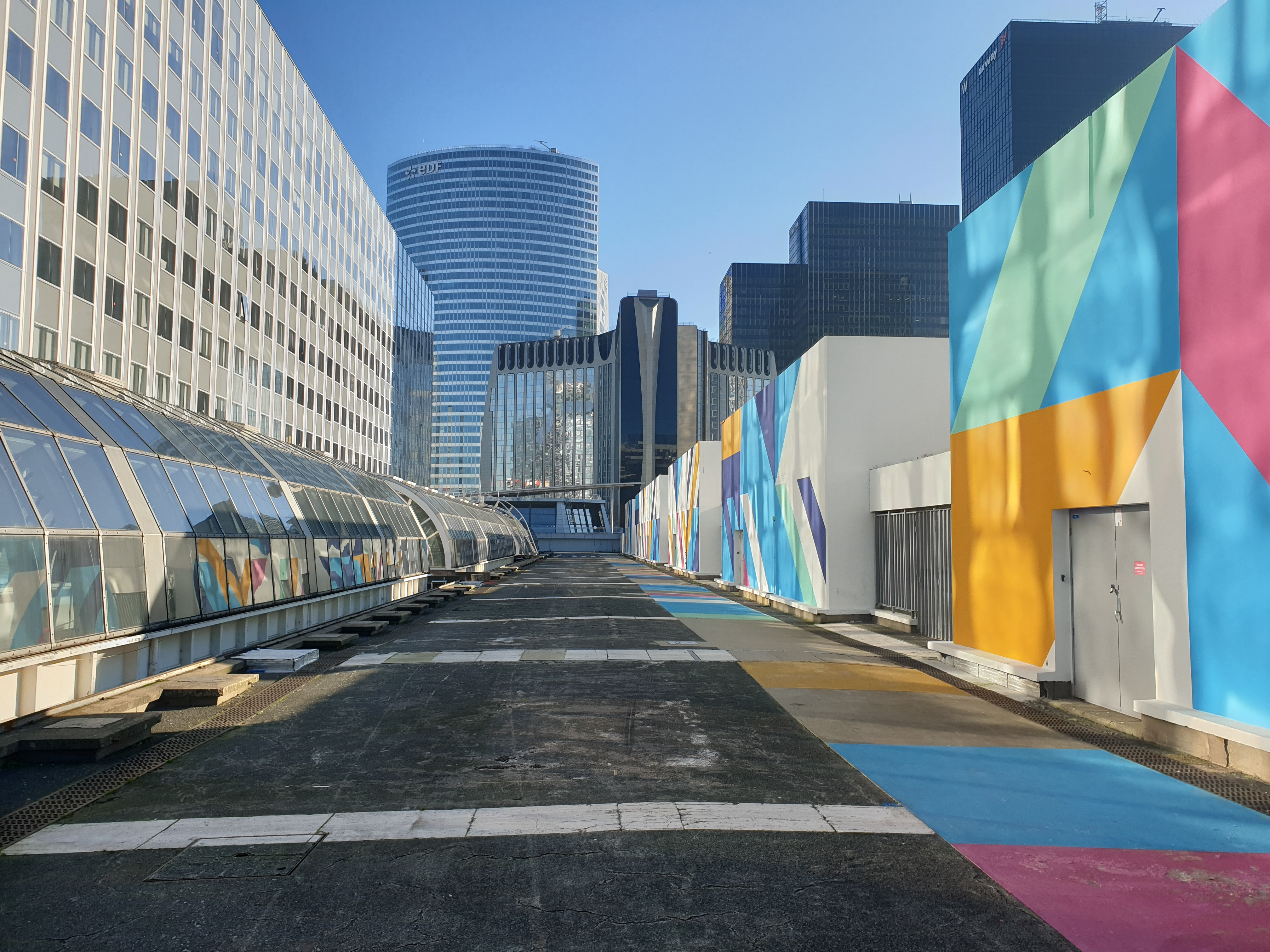
Une partie du toit des 4 Temps, en 2019.

- Quatre niveaux de parking, 6 500 places de stationnement.
- 224 boutiques, 192 côté Westfield Les 4 Temps, 32 côté Cnit (sans les 50 boutiques de la galerie marchande de la gare, laquelle est gérée par une autre société et n'appartient pas au centre commercial)[6].
- 56 restaurants, dont 48 côté Westfield Les 4 Temps, 8 côté Cnit[7].
- Éclairage des rues intérieures par une lumière zénithale.
- Masse totale du centre 530 000 tonnes.
- Westfield Les 4 Temps est le premier centre commercial français par le chiffre d'affaires (987 millions d'euros en 2016) devant le Westfield Vélizy 2[8], le deuxième par la taille, derrière Belle Épine (140 900 m2), et premier par sa fréquentation (42 millions de visiteurs en 2019[2]), devant le Westfield La Part-Dieu.

## Projets

### Création d'une station de métro
La station de la ligne 15 du Grand Paris Express devait être implantée sous le centre commercial Westfield Les 4 Temps, en correspondance avec les autres moyens de transport desservant La Défense. Cependant, il est annoncé en 2020 que les emplacements réservés dans l'immeuble Élysées La Défense ne seront pas utilisés et que la nouvelle station sera construite entre le carrefour de la Rose de Cherbourg et la dalle du quartier d'affaires. Elle est prévue à l'horizon 2030.